# Воднянці (Видинська область)
Водня́нці (болг. Воднянци) — село у Видинській області Болгарії. Входить до складу общини Димово.

## Населення
За даними перепису населення 2011 року у селі проживали 245 осіб, з них 236 осіб (98,7%) — болгари.
Розподіл населення за віком у 2011 році:
Динаміка населення: